# Hafia FC
Hafia FC je gvinejski nogometni klub iz grada Conakryja. Klub je tokom 1960-ih bio poznat pod nazivom Conacry II tj. imao je ime po gradskoj četvrti u kojoj se klub nalazi. U tom razdoblju klub je osvojio tri uzastopne titule nacionalnog prvaka – 1966., 1967. i 1968. 
Tijekom 1970-ih godina klub je dominirao afričkim nogometom te je početkom tog razdoblja promijenio ime u Hafia FC koji nosi i danas. Na lokalnom gvinejskom jeziku riječ Hafia znači „renesansa“ ili „zdravo“.
Iz kluba su potekli neki od vrhunski talentiranih igrača koji su obilježili afrički nogomet, i to: Papa Camara, Bengally Sylla, Abdoulaye Keita, Souleymane Cherif, Petit Sory, Mamadou Aliou Kéïta i dr.
Klub je 2006. kupila poslovna tvrtka Sport-Management (BSM) koja je specijalizirana za sportski menadžment.

## Osvojeni trofeji
- Gvinejsko prvenstvo
  - 1966., 1967., 1968., 1971., 1972., 1973., 1974., 1975., 1976., 1977., 1978., 1979., 1982., 1983., 1985., 2023.

- Gvinejski kup
  - 1992., 1993., 2002.

- Afrički Kup prvaka
  - 1972., 1975., 1977.

## Vanjske poveznice
- Povijest nogometnog kluba